# Kimi Räikkönen
Tìm thấy 2021 Team, 
Kimi Räikkönen (tên đầy đủ Kimi Matias Räikkönen, phát âm IPA: /ˈki.mi ˈma.ti.as ˈræi.kø.nen/; sinh ngày 17 tháng 10 năm 1979 tại Espoo, Phần Lan), biệt danh Ice Man, là tay đua Công thức 1 người Phần Lan. Raikkonen từng vô địch mùa giải 2007. Mùa giải 2021, Raikkonen thi đấu cho đội đua Alfa Romeo.

## Sự nghiệp

### Những năm đầu
Raikkonen có một chuỗi thành tích khá ấn tượng tại các giải karting từ năm 10 tuổi. Từ năm 15 tuổi, Raikkonen bắt đầu tham gia các giải đua bên ngoài lãnh thổ Phần Lan. Năm 1998, Raikkonen về nhất giải Nordic Championship tổ chức ở Na Uy.
Từ năm 1999, Raikkonen chính thức chọn con đường đua xe chuyên nghiệp, bắt đầu bằng giải đua European Formula Ford. Cuối năm 1999, anh sang Anh thi đấu. Anh đã vô địch giải đua Mùa đông Formula Renault UK Winter 1999. Sang năm 2000, anh tiếp tục vô địch giải Formula Renault UK.
Tổng cộng trong hai năm đua chuyên nghiệp đầu tiên của mình (1999 và 2000) Raikkonen tham gia 23 chặng đua, giành được 13 chiến thắng.

### Sauber (2001)
Quá ấn tượng trước thành tích tuyệt vời của Kimi, Peter Sauber (ông chủ của đội F1 Sauber) đã cho anh chạy thử xe F1 vào tháng 9 năm 2000 ở trường đua Mugello. Để tránh sự soi mói của các đối thủ, đội đua Sauber đã gọi Raikkonen bằng mật danh Eskimo.
Sau đó Raikkonen tiếp tục tham gia hai đợt thử xe khác ở trường đua Jerez và trường đua Catalunya và được Sauber ký hợp đồng chính thức để tham gia F1 mùa giải 2001.
Tuy nhiên, bản hợp đồng này gây ra nhiều tranh cãi bởi anh không có nhiều kinh nghiệm đua thể loại xe bánh hở như các tay đua cùng tuổi. Những người phản đối cho rằng không nên cấp bằng đua F1 cho một tay đua còn thiếu kinh nghiệm, mới chỉ tham gia 23 chặng đua như Raikkonen. Tuy vậy Kimi vẫn được cấp bằng và anh đã đập tan mọi lời phê bình bằng việc ghi điểm ngay trong lần ra mắt đầu tiên tại GP Úc 2001 với vị trí thứ sáu.
Sau đó anh tiếp tục ghi được điểm ở 3 chặng đua ở Áo, Canada và Anh. Tổng kết mùa giải F1 đầu tiên trong sự nghiệp, Raikkonen ghi được 9 điểm, xếp thứ 10 chung cuộc.
Đến lúc này thì Raikkonen lại trở thành một cái tên được nhiều đội đua săn đón. Đội đua Mclaren, với sự thuyết phục của Mika Hakkinen (đồng hương Phần Lan của Raikkonen) đã thành công trong việc chiêu mộ Raikkonen để thay thế cho chính Hakkinen, người đã quyết định giải nghệ sau khi mùa giải 2001 kết thúc.

### McLaren (2002-2006)

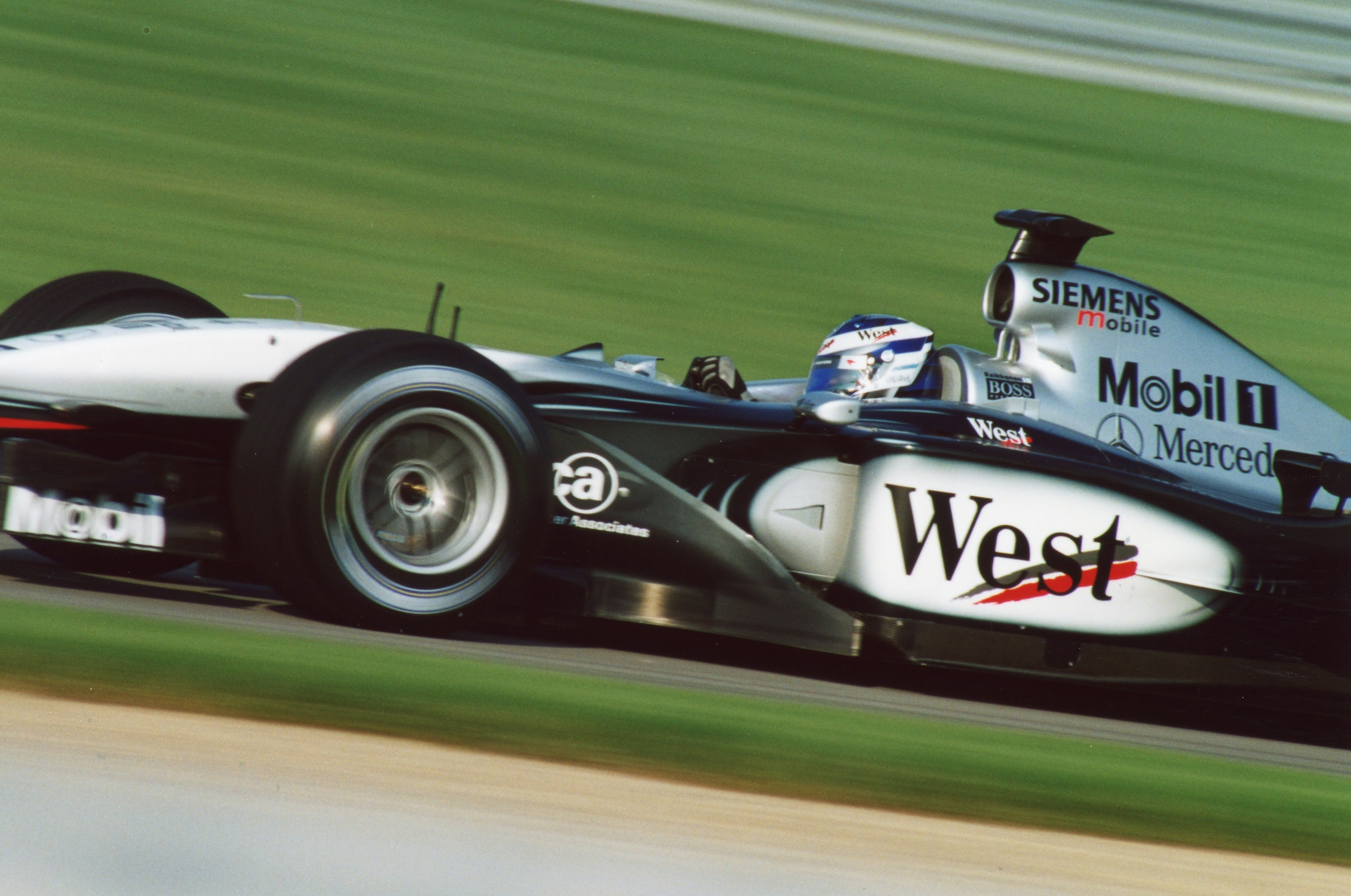
Räikkönen lái chiếc xe Mclaren ở chặng đua United States Grand Prix in 2002

Năm 2002, một lần nữa Raikkonen gây ấn tượng mạnh ngay ở chặng đua đầu tiên cho đội đua mới. Anh đã có lần đầu tiên trong sự nghiệp lên podium ở chặng đua GP Úc. Ở chặng đua GP Pháp, Raikkonen có cơ hội chiến thắng nhưng lại bị trượt do vết dầu loang từ một chiếc xe khác, nên đã bị Michael Schumacher vượt, sau cùng chỉ về nhì.
Ngoài ra thì đây là một mùa giải mà chiếc xe Mclaren gặp rất nhiều trục trặc khiến cho Raikkonen phải bỏ cuộc rất nhiều lần. Chỉ có 6 lần Raikkonen hoàn thành cuộc đua, với vị trí thấp nhất là P4. Toàn mùa giải, anh xếp thứ sáu với 24 điểm.
Năm 2003, Raikkonen bắt đầu mùa giải với 1 thành tích cực kỳ ấn tượng, lên bục podium 5 trên 6 chặng đua đầu tiên, trong đó có chiến thắng đầu tiên trong sự nghiệp tại Malaysia. Mùa giải này Raikkonen trở thành tay đua cạnh tranh chức vô địch với Michael Schumacher. Cuối cùng anh giành ngôi Á quân với 2 điểm kém hơn, một phần do anh bỏ cuộc nhiều hơn đối thủ (Raikkonen bỏ cuộc 3 lần, Schumacher bỏ cuộc 1 lần).
Lần bỏ cuộc đáng tiếc nhất là ở chặng đua GP Châu Âu, đây cũng là chặng đua đầu tiên trong sự nghiệp mà Raikkonen xuất phát ở vị trí pole. Trong cuộc đua chính, Raikkonen cũng bảo vệ được vị trí dẫn đầu cho đến khi bị hư động cơ ở vòng 25.
Một chặng đua đáng nhớ khác của Raikkonen ở mùa giải này là GP Brasil. Ở cuối cuộc đua chính, Raikkonen đã vượt được Giancarlo Fisichella để có vị trí dẫn đầu. Nhưng gần như cùng lúc đó thì xảy ra một tai nạn nghiêm trọng liên quan đến Fernando Alonso và Mark Webber ở nhóm sau khiến cho cuộc đua phải kết thúc sớm. Theo quy định thì kết quả chính thức được tính ở vòng chạy trước khi Raikkonen vượt Fisichella nên Raikkonen chỉ xếp thứ hai ở chặng đua này.
Năm 2004 là một mùa giải thất vọng của Raikkonen. Anh phải bỏ cuộc ở 3 chặng đua đầu tiên của mùa giải đều vì lý do bị hư động cơ. Phải đến chặng đua thứ 11 ở GP Anh Raikkonen mới có lần đầu tiên trong mùa giải lên bục podium.
Ở cuối mùa giải, Raikkonen có chiến thắng ngoạn mục ở chặng đua GP Bỉ dù chỉ xuất phát từ vị trí thứ 10.  Raikkonen kết thúc mùa giải 2004 ở vị trí thứ bảy, 45 điểm và 4 podium

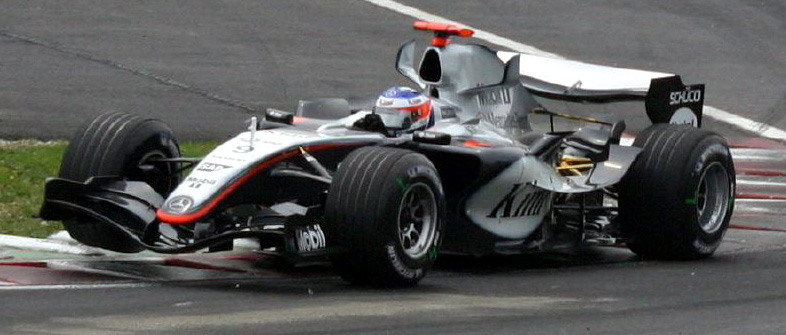
Räikkönen ở chặng đua 2005 Canadian Grand Prix

Năm 2005 Raikkonen lần thứ hai đua tranh danh hiệu vô địch, lần này là với Fernando Alonso. Do khởi đầu mùa giải không tốt, nên Raikkonen là người phải bám đuổi Alonso. Raikkonen có kết quả rất tốt ở giai đoạn cuối mùa giải nhưng không thể lật đổ được tay đua người Tây Ban Nha, lần thứ hai nhận giải Á quân.
Ở 4 chặng đua đầu tiên, Raikkonen chỉ có 1 lần lên podium ở Bahrain nhưng lại có đến 2 lần không ghi được điểm nào ở Malaysia và San Marino.
Đến chặng đua thứ năm-GP Tây Ban Nha, Raikkonen có lần đầu tiên trong sự nghiệp chiến thắng pole-to-win. Anh tái lập thành tích này ở chặng sáu-GP Monaco.
Raikkonen tiếp tục là tay đua dẫn đầu ở chặng bảy-GP Châu Âu. Đáng tiếc là ở vòng chạy cuối cùng, chiếc xe của anh lại bị hỏng nên để mất chiến thắng quan trọng vào chính tay đối thủ Fernando Alonso. Chặng tám-GP Canada thì ngược lại, Alonso phạm sai lầm tông rào khi đang dẫn đầu, Raikkonen tận dụng cơ hội để giành chiến thắng.
Sau đó cả Raikkonen và Alonso (cùng các tay đua sử dụng lốp Michelin) đều không tham gia đua chính chặng chín-GP Mỹ.
Trong số 7 chặng đua cuối cùng của mùa giải, Raikkonen giành được 4 chiến thắng và 2 lần về nhì. Nổi bật nhất là chiến thắng chặng đua GP Nhật Bản, nơi anh chỉ xuất phát từ vị trí thứ 17, đây là một trong những chiến thắng vĩ đại nhất trong lịch sử F1. Nhưng như đã nêu ở trên, điều đó là không đủ để ngăn cản Fernando Alonso lên ngôi vô địch.
Năm 2006, Mclaren lại khủng hoảng. Cả ba tay đua của họ (bao gồm cả Raikkonen) đã không giành được một chiến thắng nào. Từ giữa mùa giải, Mclaren đã phải thay thế tay đua chính thức Juan Pablo Montoya bằng tay đua dự bị Pedro De la Rosa. Với Raikkonen, kết quả tốt nhất trong mùa giải này của anh chỉ là 2 lần về nhì ở Úc và Italia.

### Ferrari lần một (2007—2009)

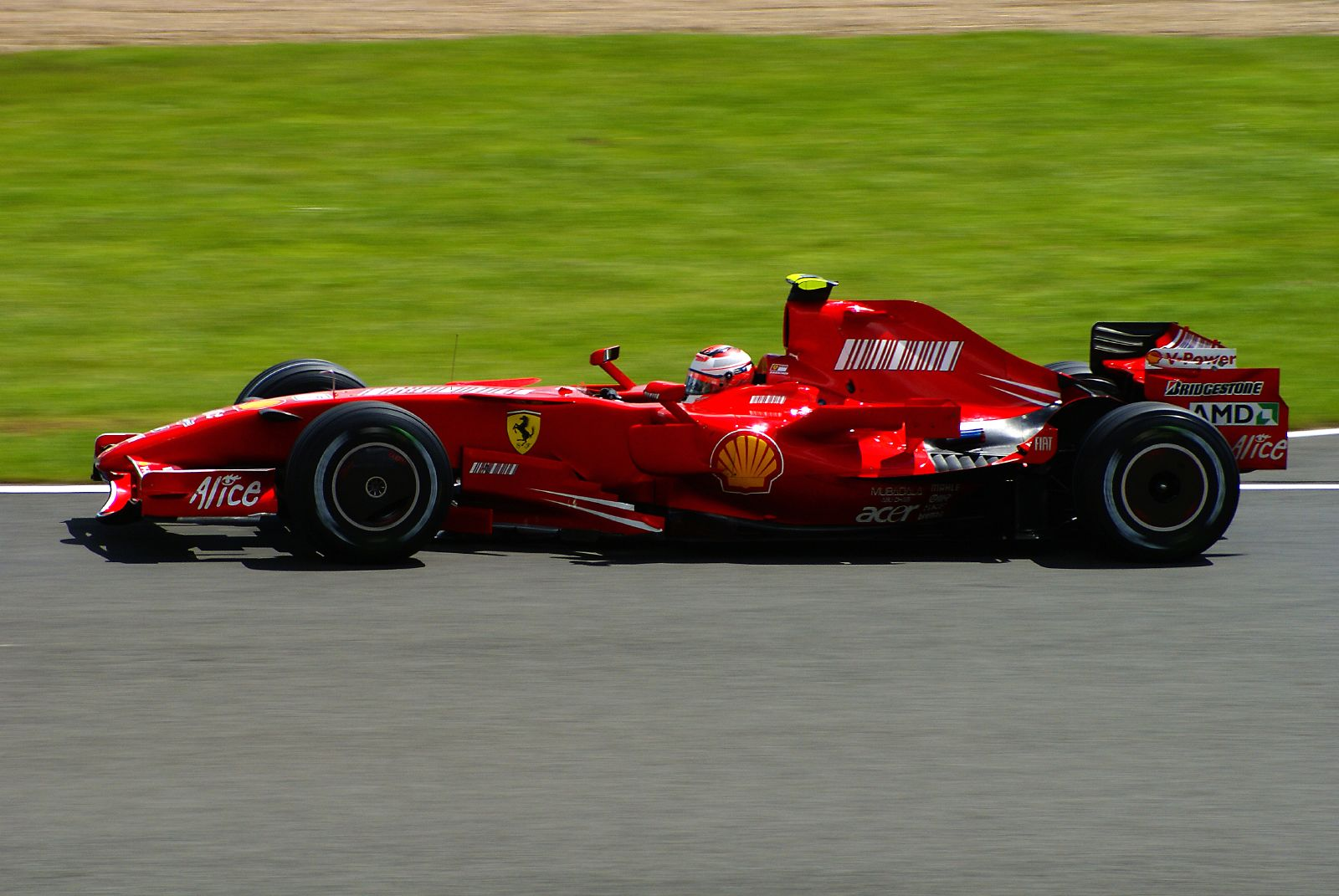
Räikkönen chiến thắng chặng đua GP Anh 2007 ở Silverstone.

Sau Grand Prix Italia năm 2006, Ferrari thông báo đã ký hợp đồng ba năm 2007-2009 với Räikkönen. Hợp đồng này biến Räikkönen trở thành tay đua được trả lương cao nhất làng F1, với mức lương cơ bản 51 triệu dollar Mỹ mỗi năm. Ở Ferrari anh làm đồng đội với tay đua Brazil Felipe Massa.,

#### Đoạt chức vô địch năm 2007
Räikkönen khởi đầu mùa giải tại Australia với vị trí pole, lập được vòng nhanh nhất và trở thành tay đua đầu tiên sau Nigel Mansell hồi năm 1989 giành chiến thắng ngay ở Grand Prix đầu tiên với Ferrari. Đây là lần đầu tiên trong sự nghiệp anh giành hat-trick: pole, vòng nhanh nhất và chiến thắng. Ở Grand Prix Malaysia năm 2007 Räikkönen bị Lewis Hamilton vượt ngay ở pha xuất phát và chỉ về đích vị trí thứ 3. Tại Bahrain Grand Prix năm Chặng đua GP Bahrain 2007, Räikkönen xuất phát ở vị trí thứ 3 nhưng bị tay đua người Tây Ban Nha của đội McLaren Fernando Alonso vượt qua, cuối cùng anh một lần nữa lại về đích ở vị trí thứ 3. Sau chặng đua này Raikkonen, Alonso và Hamilton cùng có được 22 điểm, chia sẻ 3 vị trí dẫn đầu trên bảng xếp hạng tổng.
Tại Grand Prix Tây Ban Nha Räikkönen phải bỏ cuộc khi cuộc đua chỉ còn 10 vòng nữa vì lỗi hệ thống điện. Sự cố này khiến anh rơi xuống vị trí thứ 4 trên bảng xếp hạng cá nhân, sau người đồng đội Felipe Massa. Trong cuộc đua phân hạng tại Monaco Grand Prix năm Chặng đua GP Monaco 2007 Räikkönen lao vào một barrier khiến hệ thống treo phía trước bên phải hư hỏng. Anh xuất phát ở vị trí 16 và về đích thứ 8.
Tại Canada Räikkönen xếp hạng xuất phát thứ 4 và về đích thứ 5. . Tại Grand Prix Hoa Kỳ, Räikkönen xuất phát thứ 4 và về đích thứ 4 nhưng đã lập được thành tích vòng chạy nhanh nhất. Sau chặng này thì anh tạm thời đứng thứ 4, kém người dẫn đầu Lewis Hamilton 26 điểm
Tại Pháp Räikkönen xuất phát thứ 3, và đã vượt qua được Hamilton ngay ở góc cua đầu tiên của cuộc đua. Sau đó anh vượt được đồng đội Felipe Massa bằng pit-stop và giành thắng lợi thứ 2 trong mùa giải. Đây chiến thắng 1-2 đầu tiên của Ferrari trong mùa giải 2007. Raikkonen tiếp tục giành chiến thắng ở chặng đua Grand Prix Anh. Hai chiến thắng liên tiếp giúp cho Raikkonen thu hẹp khoảng cách với Hamilton xuống còn 18 điểm.
European Grand Prix là lần thứ hai trong mùa giải anh giành pole. Ngay ở vòng 1 trời đã đổ mưa khiến cho rất nhiều tay đua phải vào pit để thay sang lốp mưa, trong đó có Raikkonen. Tuy nhiên anh lại để mất lái ngay trước cổng pit nên buộc phải chạy thêm một vòng nữa nên để tụt hạng rất sâu. Đến vòng 35 Raikkonen phải bỏ cuộc vì chiếc xe bị hư hệ thống thủy lực. Do Hamilton cũng không ghi được điểm nào nên khoảng cách giữa 2 người được giữ nguyên là 18 điểm.
Ở chặng đua Hungary Grand Prix, Raikkonen phân hạng đứng thứ 4 nhưng sau đó đã được đôn lên thứ 3 do Alonso bị phạt. Trong cuộc đua Räikkönen đã vượt Nick Heidfeld ngay khi xuất phát và gây áp lực lên Lewis Hamilton cho tới khi cán đích ở vị trí thứ hai, do đó đã bị đối thủ nới rộng khoảng cách lên thành 20 điểm.
Tại Thổ Nhĩ Kỳ anh xuất phát thứ 3. Trong ngày đua anh vượt qua Hamilton ở góc cua đầu tiên để có vị trí thứ hai, và giữ vị trí này tới cuối cuộc đua, sau đồng đội Felipe Massa. Đây là chiến thắng 1-2 thứ hai của Ferrari trong mùa giải. Hamilton chỉ về đích thứ 5 nên khoảng cách được thu hẹp xuống còn 16 điểm.
Ở GP Italia, Raikkonen xuất phát ở vị trí thứ 5, trong cuộc đua chính anh một lần nữa vượt được Nick Heidfeld ở pha xuất phát, để leo lên vị trí thứ 4. Sau khi Felipe Massa phải bỏ cuộc anh có được vị trí thứ 3 sau hai tay đua Mclaren. Một lần nữa khoảng cách 18 điểm với Hamilton lại được tái lập.

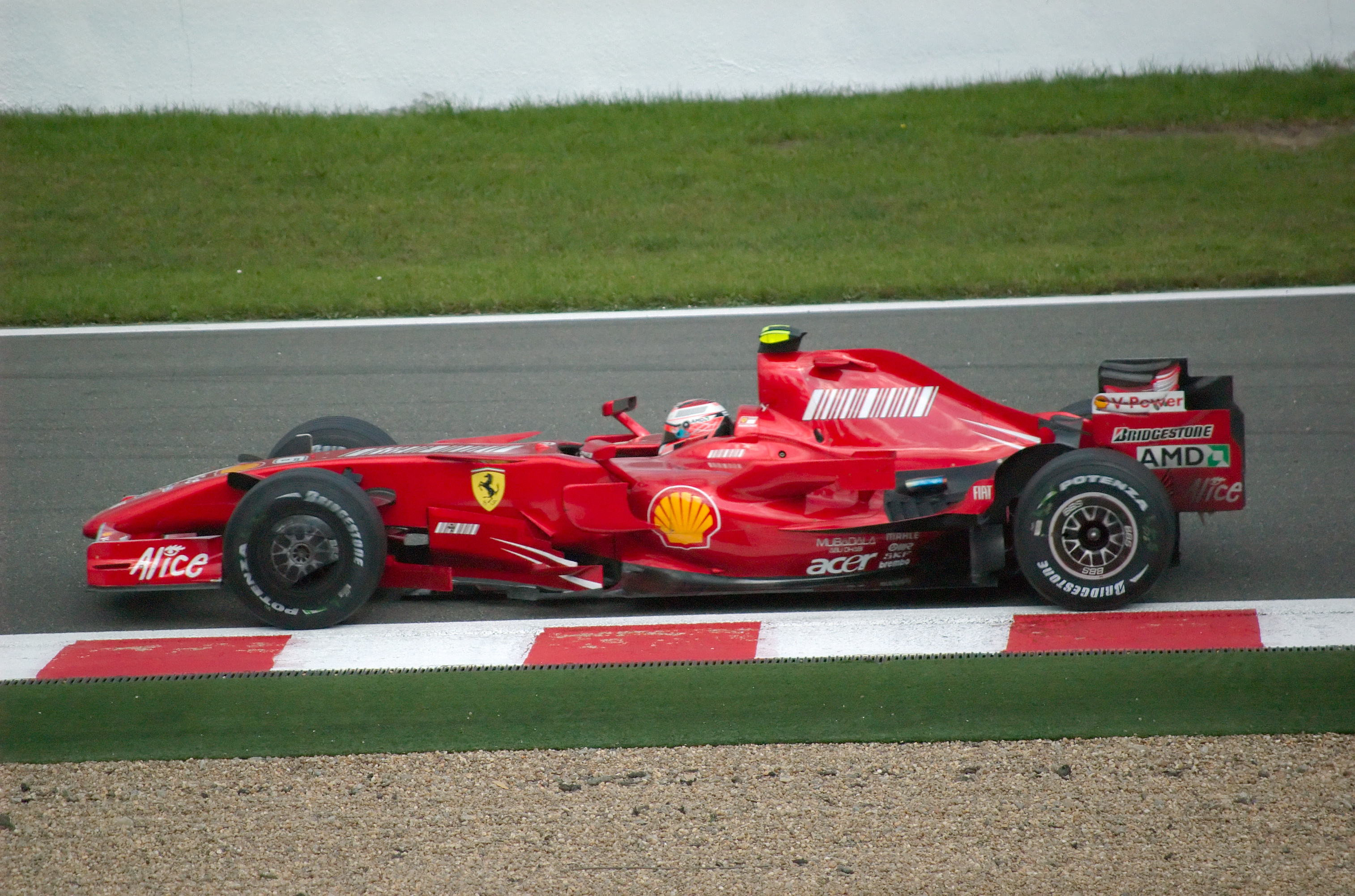
Räikkönen tại Spa, nơi anh giành thắng lợi thứ 4 mùa giải.

Tại trường đua sở trường Spa-Francorchamps Räikkönen có lần thứ 3 trong mùa giành pole. Sau xuất phát suôn sẻ, anh dần nới rộng khoảng cách 5 giây với Massa, và 20 giây với các tay đua McLaren, qua đó thẳng tiến giành thắng lợi thứ 4 trong mùa. Lúc này khoảng cách với Hamilton chỉ còn 13 điểm.
Nó lại được nới rộng thành 17 điểm sau chặng đua ở Fuji Speedway. Đây là một cuộc đua mưa nữa và Hamilton đã chiến thắng còn Raikkonen chỉ về ba.
Hamilton sau đó phạm sai lầm nghiêm trọng, phải bỏ cuộc ở chặng đua Grand Prix Trung Quốc, Raikkonen đã tận dụng tối đa cơ hội, giành được chiến thắng để thu hẹp khoảng cách xuống còn 7 điểm trước chặng đua cuối cùng của mùa giải.

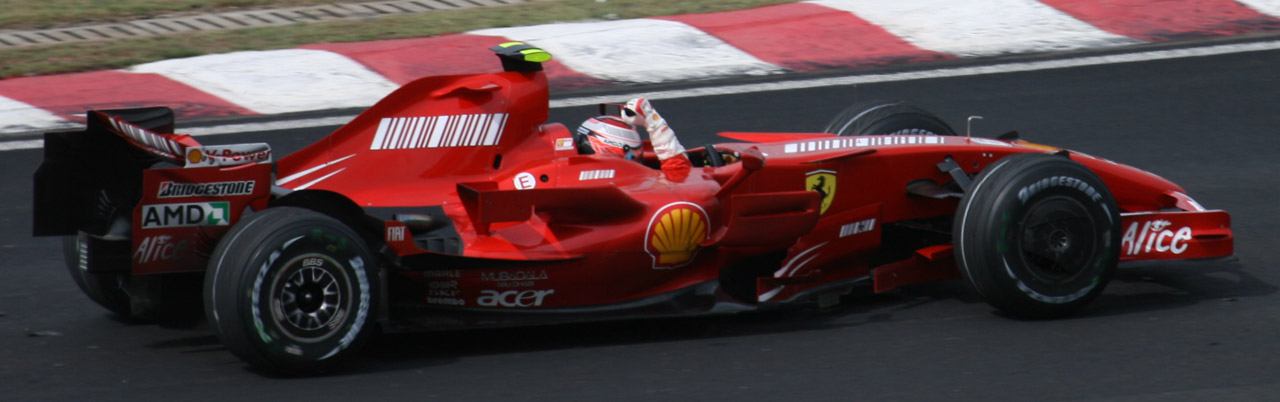
Räikkönen ăn mừng chiến thắng tại Grand Prix Brazil năm 2007.

Raikkonen bước vào chặng đua cuối cùng Grand Prix Brazil năm 2007 với vị trí thứ ba trên bảng xếp hạng cá nhân sau hai tay đua của Mclaren. Ở chặng này, Raikkonen xuất phát từ vị trí thứ ba sau người đồng đội Felipe Massa (pole) và Hamilton. Ở pha xuất phát Räikkönen vượt được Hamilton để vươn lên vị trí thứ hai.  Massa do đã đã hết hi vọng giành chức vô địch cá nhân nên đã chơi đồng đội, để cho Räikkönen vượt ở lần vào pit thứ hai. Räikkönen từ đó thẳng tiến về đích và giành chiến thắng. Trong khi đó Hamilton có một cuộc đua vô cùng vất vả, chỉ về đích thứ 7. Nhờ đó mà Raikkonen có một pha ngược dòng ngoạn mục, đoạt chức vô địch với chỉ 1 điểm nhiều hơn Hamilton và Alonso.
Sau chặng đua này, xuất hiện cáo buộc những chiếc xe của Nico Rosberg, Robert Kubica và Nick Heidfeld không tuân thủ các quy định về nhiên liệu nên các trọng tài đã phải tiến hành điều tra. Nếu họ bị kết tội và bị hủy kết quả thì sẽ làm thay đổi kết quả cuộc đua chính, Hamilton sẽ được đôn từ vị trí thứ bảy lên thứ ba. và sẽ giành lại chức vô địch. Tuy nhiên, sau cùng thì trọng tài không xử phạt tay đua nào, kết quả vẫn được giữ nguyên và Räikkönen chính thức giành chức Vô địch cá nhân năm 2007, Mclaren đã khiếu nại quyết định này nhưng không thành công..
Năm 2008, Raikkonen có kết quả rất tốt ở đầu mùa giải. Trong 5 chặng đầu tiên thì anh giành được 2 chiến thắng ở GP Malaysia và GP Tây Ban Nha, thêm 2 lần lên podium ở GP Bahrain và GP Thổ Nhĩ Kỳ. Thành tích đó giúp cho Raikkonen tạm vươn lên dẫn đầu bảng xếp hạng cá nhân sau 5 chặng. Tuy nhiên chuỗi 2 chặng không ghi điểm liên tiếp ở Monaco và Canada khiến cho Raikkonen bị dần tụt lại sau người đồng đội Massa. Và cho đến cuối mùa giải Raikkonen cũng không giành được thêm chiến thắng nào, chấp nhận đứng sau Massa (và nhà vô địch Lewis Hamilton).
Năm 2009, Raikkonen cùng đồng đội Massa không thể ghi điểm ở 3 chặng đua đầu tiên của mùa giải. Đến chặng đua thứ sáu ở Monaco, Raikkonen là người mang về podium đầu tiên trong mùa giải cho Ferrari. Kể từ khi Massa phải nghỉ thi đấu vì chấn thương (ở chặng đua Hungary), Raikkonen là chủ lực ghi điểm của Ferrari. Anh có chuỗi 4 lần lên podium liên tiếp ở GP Hungary, GP Châu Âu, GP Bỉ và GP Italia, trong số đó podium ở Bỉ là một chiến thắng.

### Tạm nghỉ F1 để đua Rally (2010-2011)

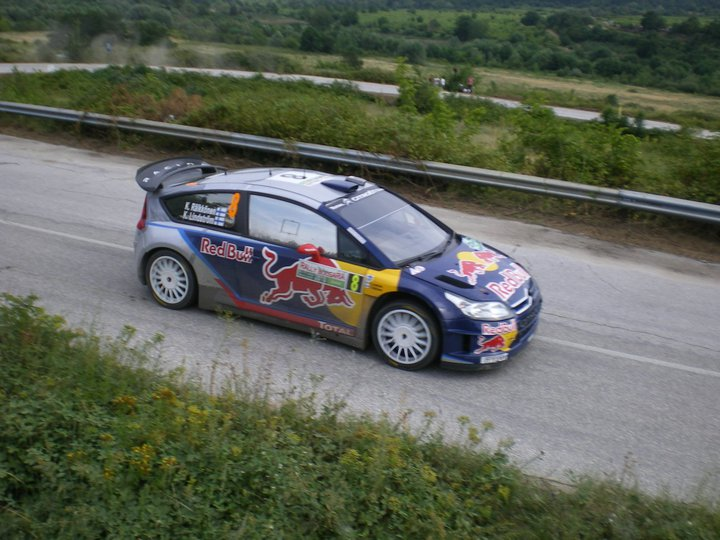
Räikkönen lái chiếc xe Rally Citroën C4 WRC ở chặng đua 2010 Rally Bulgaria

Trong hai năm 2010 và 2011, Raikkonen tham gia giải đua World Rally Championship. Anh xếp thứ 10 chung cuộc ở cả hai mùa giải nhưng không giành được chiến thắng nào. Bên cạnh đó Raikkonen cũng thử sức ở giải Nascar Mỹ.

### Lotus (2012-2013)

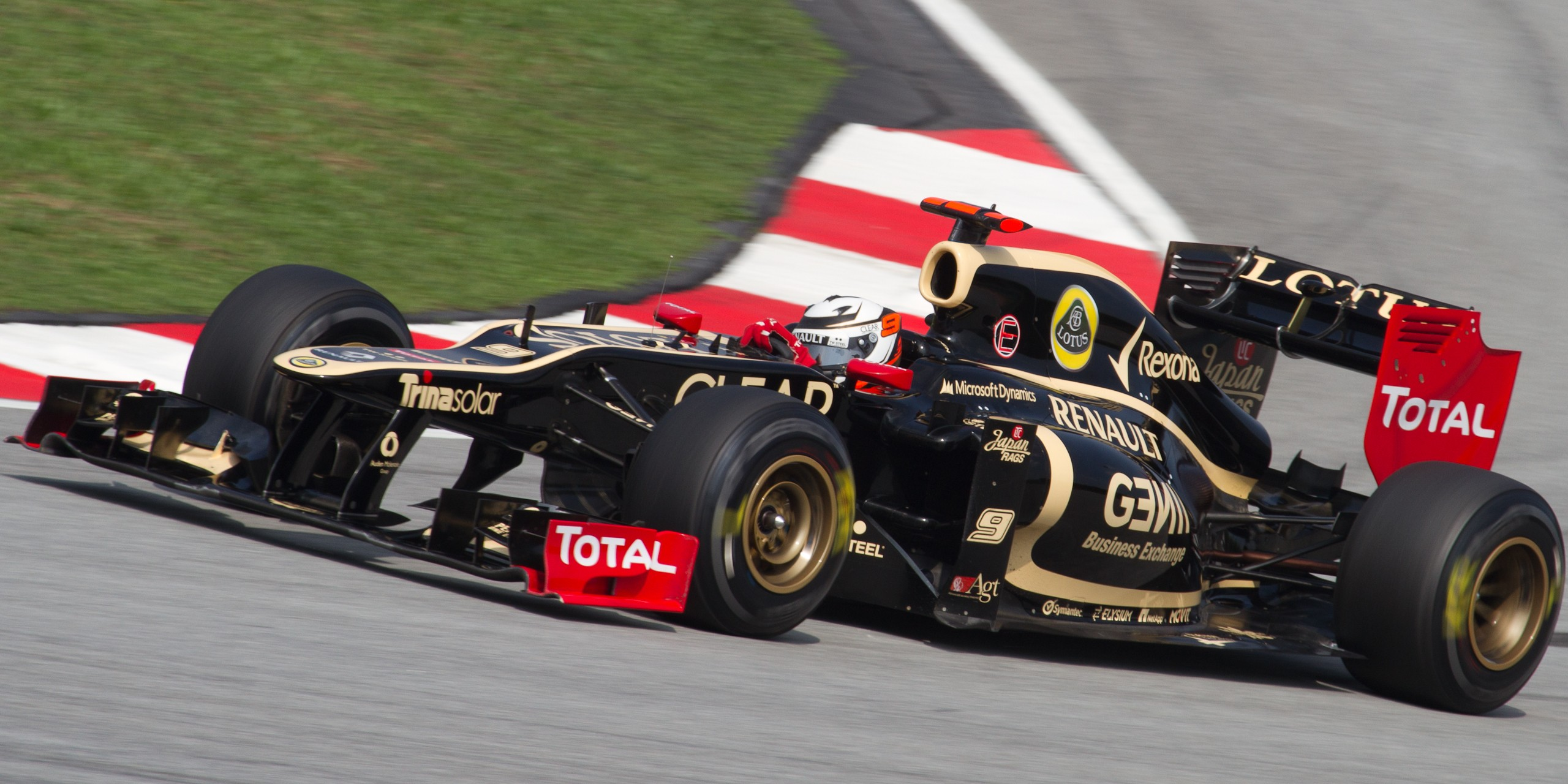
Räikkönen lái chiếc xe Lotus ở chặng đua 2012 Malaysian Grand Prix

Năm 2012, Raikkonen tìm được suất đua chính F1 ở đội đua Lotus. Anh không mất nhiều thời gian để làm quen trở lại với chiếc xe F1, đã lên podium ngay ở chặng đua thứ tư (GP Bahrain). Cho đến cuối mùa giải, Raikkonen có thêm 6 lần lên podium nữa, nổi bật nhất là chiến thắng chặng đua GP Abu Dhabi với câu radio nổi tiếng 'hãy để tôi một mình, tôi biết tự biết phải làm gì'.
Năm 2013, Raikkonen có chiến thắng ngay ở chặng đua mở màn GP Úc và có phong độ rất tốt ở nửa đầu mùa giải. Ở nửa cuối mùa giải, Raikkonen phải bỏ cuộc hai lần ở GP Bỉ và GP Abu Dhabi. Anh cũng không tham gia hai chặng đua cuối cùng do bị chấn thương ở lưng.

### Ferrari lần hai (2014-2018)
Năm 2014, Raikkonen trở lại Ferrari và đua cho đội đua này trong suốt 5 năm. Ở lần trở lại này, Raikkonen đã bị hai đồng đội là Fernando Alonso và Sebastian Vettel lất lướt. Cơ hội chiến thắng đầu tiên của Raikkonen là ở chặng đua GP Monaco 2017 nơi anh đã giành pole, song lại để mất chiến thắng vào tay Vettel do chiến thuật của Ferrari. Ở GP Singapore 2017, Vettel và Raikkonen cùng với Max Verstappen đã tông nhau ở pha xuất phát. 

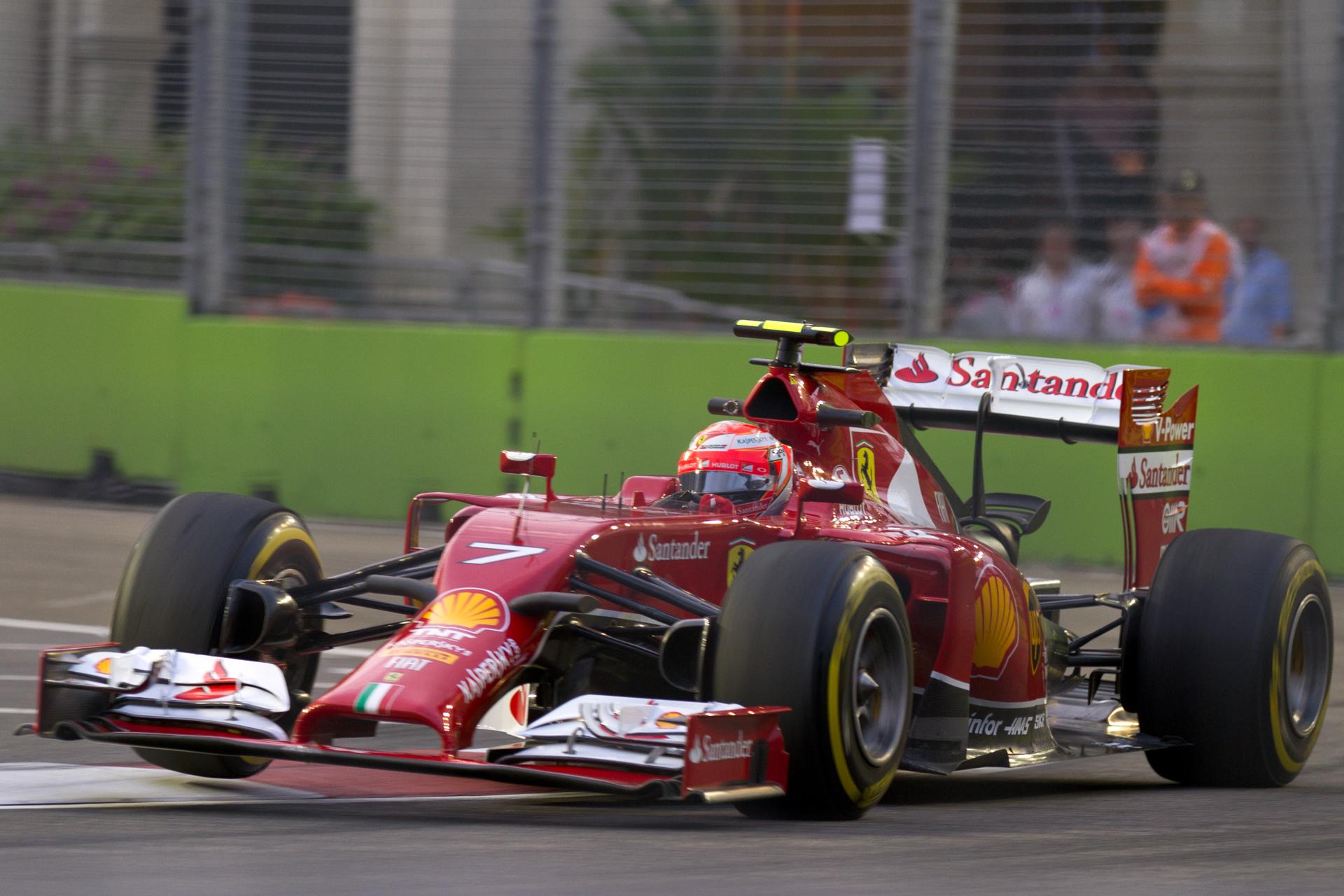
Räikkönen lái chiếc xe Ferrari ở chặng đua 2014 Singapore Grand Prix

Năm 2018 là mùa giải đỉnh cao cuối cùng của Raikkonen, anh nhiều lần lên podium và đã giành được chiến thắng cuối cùng trong sự nghiệp ở chặng đua GP Mỹ. Trước đó ở chặng đua GP Anh, ở giai đoạn xuất phát thì Raikkonen có tình huống tông vào đuôi xe Lewis Hamilton và bị phạt 10 giây. Vì đã bỏ lỡ cơ hội chiến thắng trước khán giả nhà nên Hamilton đã rất bức xúc nói Ferrari cố tình dàn xếp để Raikkonen gây tai nạn hòng làm lợi cho đồng đội Vettel (là người chiến thắng cũng là người cạnh tranh danh hiệu vô địch với Hamilton ở mùa giải 2018), sau đó thì hai bên mau chóng giảng hòa.

### Alfa Romeo (2019-2021)

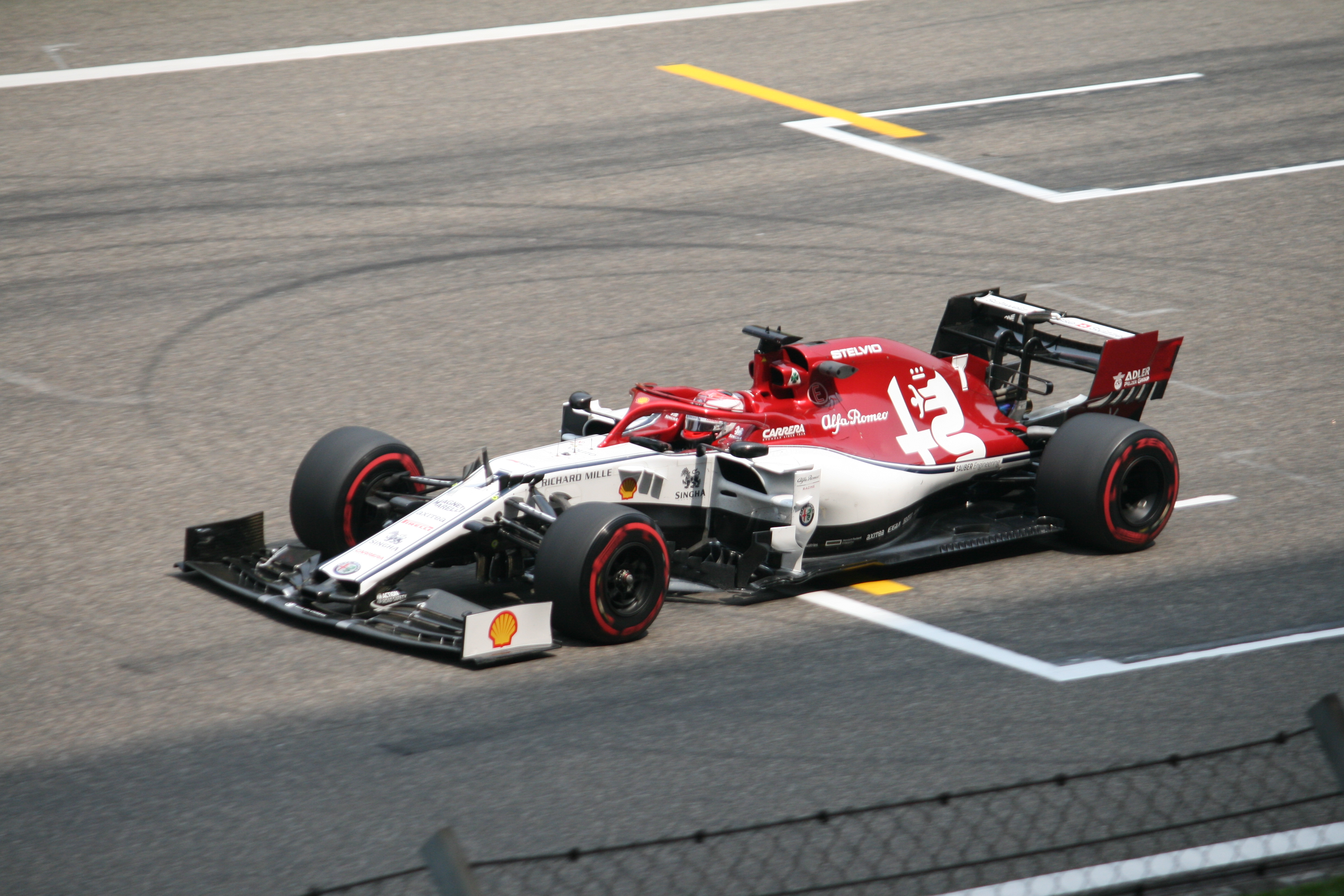
Räikkönen lái chiếc xe Alfa Romeo ở chặng đua 2019 Chinese Grand Prix

Năm 2019, Raikkonen trở lại đội đua đầu tiên của mình là Sauber, lúc này đã được đổi tên thành Alfa Romeo. Anh là chủ lực ghi điểm của đội đua này với kết quả tốt nhất là vị trí thứ 4 ở chặng đua GP Brasil.
Năm 2020, do động cơ Ferrari suy yếu khiến cho Alfa Romeo và Kimi Raikkonen bị ảnh hưởng theo. Cả mùa giải, anh chỉ có 2 lần ghi điểm (đều về 9 ở GP Tuscan và GP Emilia Romagna). Tình hình của mùa giải 2021 cũng không khả quan hơn. Raikkonen còn không thể tham gia hai chặng đua GP Hà Lan và GP Italia do bị nhiễm COVID-19. Anh cũng thông báo quyết định giải nghệ sau khi hoàn thành mùa giải 2021.

## Cuộc sống cá nhân
Räikkönen từng kết hôn với cựu Hoa hậu Scandinavia người Phần Lan Jenni Dahlman vào ngày 31 tháng 7 năm 2004, họ chưa có con và đã ly dị vào năm 2014.
Ngày 7 tháng 8 năm 2016, Raikkonen lần thứ hai lập gia đình, lần này là với người mẫu Minna-Mari "Minttu" Virtanen. Hai người có hai con, một trai sinh năm 2015 và một gái sinh năm 2017.
Thời còn trẻ, Raikkonen có lối sống tự do theo phong cách playboy, anh hâm mộ cố tay đua F1 James Hunt một phần do ông cũng có lối sống này, tuy nhiên sau khi có con thì Raikkonen thực sự trở thành mẫu người đàn ông của gia đình.
Các sở thích của Räikkönen gồm trượt tuyết, hockey trên băng. Anh cũng thích chạy nhiều loại xe khác nhau như Snowmobile hay Motorcross.

## Thống kê thành tích
| Năm  | Giải đua                               | Đội đua                                     | Số chặng | Chiến thắng | Poles | F/Laps | Podiums | Điểm | Hạng  |
| ---- | -------------------------------------- | ------------------------------------------- | -------- | ----------- | ----- | ------ | ------- | ---- | ----- |
| 1999 | European Formula Ford                  | ?                                           | 2        | ?           | ?     | ?      | ?       | ?    | 5th   |
| 1999 | Formula Ford Festival                  | Continental Racing Van Diemen               | 1        | 0           | 0     | 0      | 0       | N/A  | NC    |
| 1999 | Formula Renault UK Winter Championship | Manor Motorsport                            | 4        | 4           | 4     | ?      | 4       | 40   | 1st   |
| 1999 | Formula Renault UK                     | Haywood Racing                              | 4        | 0           | 0     | ?      | ?       | ?    | ?     |
| 2000 | Formula Renault UK                     | Manor Motorsport                            | 10       | 7           | 6     | 7      | 10      | 316  | 1st   |
| 2000 | Formula Renault 2000 Eurocup           | Manor Motorsport                            | 2        | 2           | 1     | 0      | 2       | 62   | 7th   |
| 2001 | Công thức 1                            | Red Bull Sauber Petronas                    | 17       | 0           | 0     | 0      | 0       | 9    | 10th  |
| 2002 | Công thức 1                            | West McLaren Mercedes                       | 17       | 0           | 0     | 1      | 4       | 24   | 6th   |
| 2003 | Công thức 1                            | West McLaren Mercedes                       | 16       | 1           | 2     | 3      | 10      | 91   | 2nd   |
| 2004 | Công thức 1                            | West McLaren Mercedes                       | 18       | 1           | 1     | 2      | 4       | 45   | 7th   |
| 2005 | Công thức 1                            | West McLaren Mercedes Team McLaren Mercedes | 19       | 7           | 5     | 10     | 12      | 112  | 2nd   |
| 2006 | Công thức 1                            | Team McLaren Mercedes                       | 18       | 0           | 3     | 3      | 6       | 65   | 5th   |
| 2007 | Công thức 1                            | Scuderia Ferrari Marlboro                   | 17       | 6           | 3     | 6      | 12      | 110  | 1st   |
| 2008 | Công thức 1                            | Scuderia Ferrari Marlboro                   | 18       | 2           | 2     | 10     | 9       | 75   | 3rd   |
| 2009 | Công thức 1                            | Scuderia Ferrari Marlboro                   | 17       | 1           | 0     | 0      | 5       | 48   | 6th   |
| 2009 | World Rally Championship               | Tommi Mäkinen Racing                        | 1        | 0           | —     | —      | 0       | 0    | NC    |
| 2010 | World Rally Championship               | Citroën Junior Team                         | 11       | 0           | —     | —      | 0       | 25   | 10th  |
| 2011 | World Rally Championship               | Ice 1 Racing                                | 9        | 0           | —     | —      | 0       | 34   | 10th  |
| 2011 | NASCAR Camping World Truck Series      | Kyle Busch Motorsports                      | 1        | 0           | 0     | 0      | 0       | N/A  | NC    |
| 2011 | NASCAR Nationwide Series               | NEMCO Motorsports/KBM                       | 1        | 0           | 0     | 0      | 0       | N/A  | NC    |
| 2012 | Công thức 1                            | Lotus F1 Team                               | 20       | 1           | 0     | 2      | 7       | 207  | 3rd   |
| 2013 | Công thức 1                            | Lotus F1 Team                               | 17       | 1           | 0     | 2      | 8       | 183  | 5th   |
| 2014 | Công thức 1                            | Scuderia Ferrari                            | 19       | 0           | 0     | 1      | 0       | 55   | 12th  |
| 2015 | Công thức 1                            | Scuderia Ferrari                            | 19       | 0           | 0     | 2      | 3       | 150  | 4th   |
| 2016 | Công thức 1                            | Scuderia Ferrari                            | 21       | 0           | 0     | 1      | 4       | 186  | 6th   |
| 2017 | Công thức 1                            | Scuderia Ferrari                            | 20       | 0           | 1     | 2      | 7       | 205  | 4th   |
| 2018 | Công thức 1                            | Scuderia Ferrari                            | 21       | 1           | 1     | 1      | 12      | 251  | 3rd   |
| 2019 | Công thức 1                            | Alfa Romeo Racing                           | 21       | 0           | 0     | 0      | 0       | 43   | 12th  |
| 2020 | Công thức 1                            | Alfa Romeo Racing Orlen                     | 17       | 0           | 0     | 0      | 0       | 4    | 16th  |
| 2021 | Công thức 1                            | Alfa Romeo Racing Orlen                     | -332     | -21         | -18   | -46    | -103    | 10*  | 16th* |

* Mùa giải đang diễn ra

## Kết quả ở giải đua Công thức 1
| Năm  | Đội đua                   | Khung                 | Động cơ                    | 1       | 2       | 3       | 4       | 5       | 6       | 7       | 8       | 9       | 10      | 11      | 12      | 13      | 14      | 15      | 16      | 17      | 18      | 19     | 20      | 21      | 22      | Hạng  | Điểm |
| ---- | ------------------------- | --------------------- | -------------------------- | ------- | ------- | ------- | ------- | ------- | ------- | ------- | ------- | ------- | ------- | ------- | ------- | ------- | ------- | ------- | ------- | ------- | ------- | ------ | ------- | ------- | ------- | ----- | ---- |
| 2001 | Red Bull Sauber Petronas  | Sauber C20            | Petronas 01A 3.0 V10       | AUS 6   | MAL Ret | BRA Ret | SMR Ret | ESP 8   | AUT 4   | MON 10  | CAN 4   | EUR 10  | FRA 7   | GBR 5   | GER Ret | HUN 7   | BEL DNS | ITA 7   | USA Ret | JPN Ret |         |        |         |         |         | 10th  | 9    |
| 2002 | West McLaren Mercedes     | McLaren MP4-17        | Mercedes FO 110M 3.0 V10   | AUS 3   | MAL Ret | BRA 12† | SMR Ret | ESP Ret | AUT Ret | MON Ret | CAN 4   | EUR 3   | GBR Ret | FRA 2   | GER Ret | HUN 4   | BEL Ret | ITA Ret | USA Ret | JPN 3   |         |        |         |         |         | 6th   | 24   |
| 2003 | West McLaren Mercedes     | McLaren MP4-17D       | Mercedes FO 110M/P 3.0 V10 | AUS 3   | MAL 1   | BRA 2   | SMR 2   | ESP Ret | AUT 2   | MON 2   | CAN 6   | EUR Ret | FRA 4   | GBR 3   | GER Ret | HUN 2   | ITA 4   | USA 2   | JPN 2   |         |         |        |         |         |         | 2nd   | 91   |
| 2004 | West McLaren Mercedes     | McLaren MP4-19        | Mercedes FO 110Q 3.0 V10   | AUS Ret | MAL Ret | BHR Ret | SMR 8   | ESP 11  | MON Ret | EUR Ret | CAN 5   | USA 6   |         |         |         |         |         |         |         |         |         |        |         |         |         | 7th   | 45   |
| 2004 | West McLaren Mercedes     | McLaren MP4-19B       | Mercedes FO 110Q 3.0 V10   |         |         |         |         |         |         |         |         |         | FRA 7   | GBR 2   | GER Ret | HUN Ret | BEL 1   | ITA Ret | CHN 3   | JPN 6   | BRA 2   |        |         |         |         | 7th   | 45   |
| 2005 | West McLaren Mercedes     | McLaren MP4-20        | Mercedes FO 110R 3.0 V10   | AUS 8   | MAL 9   | BHR 3   | SMR Ret | ESP 1   | MON 1   | EUR 11† | CAN 1   | USA DNS | FRA 2   | GBR 3   | GER Ret |         |         |         |         |         |         |        |         |         |         | 2nd   | 112  |
| 2005 | Team McLaren Mercedes     | McLaren MP4-20        | Mercedes FO 110R 3.0 V10   |         |         |         |         |         |         |         |         |         |         |         |         | HUN 1   | TUR 1   | ITA 4   | BEL 1   | BRA 2   | JPN 1   | CHN 2  |         |         |         | 2nd   | 112  |
| 2006 | Team McLaren Mercedes     | McLaren MP4-21        | Mercedes FO 108S 2.4 V8    | BHR 3   | MAL Ret | AUS 2   | SMR 5   | EUR 4   | ESP 5   | MON Ret | GBR 3   | CAN 3   | USA Ret | FRA 5   | GER 3   | HUN Ret | TUR Ret | ITA 2   | CHN Ret | JPN 5   | BRA 5   |        |         |         |         | 5th   | 65   |
| 2007 | Scuderia Ferrari Marlboro | Ferrari F2007         | Ferrari 056 2.4 V8         | AUS 1   | MAL 3   | BHR 3   | ESP Ret | MON 8   | CAN 5   | USA 4   | FRA 1   | GBR 1   | EUR Ret | HUN 2   | TUR 2   | ITA 3   | BEL 1   | JPN 3   | CHN 1   | BRA 1   |         |        |         |         |         | 1st   | 110  |
| 2008 | Scuderia Ferrari Marlboro | Ferrari F2008         | Ferrari 056 2.4 V8         | AUS 8†  | MAL 1   | BHR 2   | ESP 1   | TUR 3   | MON 9   | CAN Ret | FRA 2   | GBR 4   | GER 6   | HUN 3   | EUR Ret | BEL 18† | ITA 9   | SIN 15† | JPN 3   | CHN 3   | BRA 3   |        |         |         |         | 3rd   | 75   |
| 2009 | Scuderia Ferrari Marlboro | Ferrari F60           | Ferrari 056 2.4 V8         | AUS 15† | MAL 14  | CHN 10  | BHR 6   | ESP Ret | MON 3   | TUR 9   | GBR 8   | GER Ret | HUN 2   | EUR 3   | BEL 1   | ITA 3   | SIN 10  | JPN 4   | BRA 6   | ABU 12  |         |        |         |         |         | 6th   | 48   |
| 2012 | Lotus F1 Team             | Lotus E20             | Renault RS27-2012 2.4 V8   | AUS 7   | MAL 5   | CHN 14  | BHR 2   | ESP 3   | MON 9   | CAN 8   | EUR 2   | GBR 5   | GER 3   | HUN 2   | BEL 3   | ITA 5   | SIN 6   | JPN 6   | KOR 5   | IND 7   | ABU 1   | USA 6  | BRA 10  |         |         | 3rd   | 207  |
| 2013 | Lotus F1 Team             | Lotus E21             | Renault RS27-2013 2.4 V8   | AUS 1   | MAL 7   | CHN 2   | BHR 2   | ESP 2   | MON 10  | CAN 9   | GBR 5   | GER 2   | HUN 2   | BEL Ret | ITA 11  | SIN 3   | KOR 2   | JPN 5   | IND 7   | ABU Ret | USA     | BRA    |         |         |         | 5th   | 183  |
| 2014 | Scuderia Ferrari          | Ferrari F14 T         | Ferrari 059/3 1.6 V6 t     | AUS 7   | MAL 12  | BHR 10  | CHN 8   | ESP 7   | MON 12  | CAN 10  | AUT 10  | GBR Ret | GER 11  | HUN 6   | BEL 4   | ITA 9   | SIN 8   | JPN 12  | RUS 9   | USA 13  | BRA 7   | ABU 10 |         |         |         | 12th  | 55   |
| 2015 | Scuderia Ferrari          | Ferrari SF15-T        | Ferrari 060 1.6 V6 t       | AUS Ret | MAL 4   | CHN 4   | BHR 2   | ESP 5   | MON 6   | CAN 4   | AUT Ret | GBR 8   | HUN Ret | BEL 7   | ITA 5   | SIN 3   | JPN 4   | RUS 8   | USA Ret | MEX Ret | BRA 4   | ABU 3  |         |         |         | 4th   | 150  |
| 2016 | Scuderia Ferrari          | Ferrari SF16-H        | Ferrari 061 1.6 V6 t       | AUS Ret | BHR 2   | CHN 5   | RUS 3   | ESP 2   | MON Ret | CAN 6   | EUR 4   | AUT 3   | GBR 5   | HUN 6   | GER 6   | BEL 9   | ITA 4   | SIN 4   | MAL 4   | JPN 5   | USA Ret | MEX 6  | BRA Ret | ABU 6   |         | 6th   | 186  |
| 2017 | Scuderia Ferrari          | Ferrari SF70H         | Ferrari 062 1.6 V6 t       | AUS 4   | CHN 5   | BHR 4   | RUS 3   | ESP Ret | MON 2   | CAN 7   | AZE 14† | AUT 5   | GBR 3   | HUN 2   | BEL 4   | ITA 5   | SIN Ret | MAL DNS | JPN 5   | USA 3   | MEX 3   | BRA 3  | ABU 4   |         |         | 4th   | 205  |
| 2018 | Scuderia Ferrari          | Ferrari SF71H         | Ferrari 062 EVO 1.6 V6 t   | AUS 3   | BHR Ret | CHN 3   | AZE 2   | ESP Ret | MON 4   | CAN 6   | FRA 3   | AUT 2   | GBR 3   | GER 3   | HUN 3   | BEL Ret | ITA 2   | SIN 5   | RUS 4   | JPN 5   | USA 1   | MEX 3  | BRA 3   | ABU Ret |         | 3rd   | 251  |
| 2019 | Alfa Romeo Racing         | Alfa Romeo Racing C38 | Ferrari 064 1.6 V6 t       | AUS 8   | BHR 7   | CHN 9   | AZE 10  | ESP 14  | MON 17  | CAN 15  | FRA 7   | AUT 9   | GBR 8   | GER 12  | HUN 7   | BEL 16  | ITA 15  | SIN Ret | RUS 13  | JPN 12  | MEX Ret | USA 11 | BRA 4   | ABU 13  |         | 12th  | 43   |
| 2020 | Alfa Romeo Racing Orlen   | Alfa Romeo Racing C39 | Ferrari 065 1.6 V6 t       | AUT Ret | STY 11  | HUN 15  | GBR 17  | 70A 15  | ESP 14  | BEL 12  | ITA 13  | TUS 9   | RUS 14  | EIF 12  | POR 11  | EMI 9   | TUR 15  | BHR 15  | SKH 14  | ABU 12  |         |        |         |         |         | 16th  | 4    |
| 2021 | Alfa Romeo Racing Orlen   | Alfa Romeo Racing C41 | Ferrari 065/6 1.6 V6 t     | BHR 11  | EMI 13  | POR Ret | ESP 12  | MON 11  | AZE 10  | FRA 17  | STY 11  | AUT 15  | GBR 15  | HUN 10  | BEL 18  | NED WD  | ITA     | RUS 8   | TUR 12  | USA 13  | MXC 8   | SAP 12 | QAT 14  | SAU 15  | ABU Ret | 16th* | 10*  |

* Mùa giải đang diễn ra.